# Port lotniczy Trat
Port lotniczy Trat (IATA: TDX, ICAO: VTBO) – port lotniczy położony w Trat, w prowincji Trat, w Tajlandii.